# Boronia glabra
Boronia glabra är en vinruteväxtart som först beskrevs av Maiden & E. Betche, och fick sitt nu gällande namn av Edwin Cheel. Boronia glabra ingår i släktet Boronia och familjen vinruteväxter. Inga underarter finns listade i Catalogue of Life.